# Ащеріно (Ленінський міський округ)
Аще́ріно (рос. Ащерино) — присілок у складі Ленінського міського округу Московської області, Росія.

## Населення
Населення — 199 осіб (2010; 75 у 2002).
Національний склад (станом на 2002 рік):
- росіяни — 91 %